# Руденков, Виктор Александрович
Виктор Александрович Руденков (30 октября 1940) — советский и белорусский тренер по греко-римской борьбе, заслуженный тренер СССР и БССР.

## Биография
Родился в 1940 году.
Мастер спорта СССР. Окончил Белорусский государственный институт физической культуры. Работал тренером по греко-римской борьбе в Белорусском государственном университете. Среди учеников олимпийский чемпион Камандар Маджидов, призер чемпионатов Европы Виталий Жук.

## Награды и звания
- Заслуженный тренер БССР (1984)
- судья всесоюзной категории (1985)
- Заслуженный тренер СССР (1987)